# Casaletto di Sopra
Casaletto di Sopra é uma comuna italiana da região da Lombardia, província de Cremona, com cerca de 586 habitantes. Estende-se por uma área de 8 km², tendo uma densidade populacional de 73 hab/km². Faz fronteira com Barbata (BG), Camisano, Fontanella (BG), Offanengo, Ricengo, Romanengo, Soncino, Ticengo.

## Demografia
| Variação demográfica do município entre 1861 e 2011                               |
|                                                                                   |
| Fonte: Istituto Nazionale di Statistica (ISTAT) - Elaboração gráfica da Wikipedia |